# 大連 (古代日本)
大連（おおむらじ）とは、古墳時代におけるヤマト王権に置かれた役職の1つ。大王（天皇）の補佐として執政を行った。姓（かばね）の一つである連（むらじ）の中でも軍事を司る伴造出身の有力氏族である大伴氏と物部氏が大連となった。

## 概要
『先代旧事本紀』の「天孫本紀」によると尾張連の遠祖である瀛津世襲が第5代孝昭天皇の大連とされている。一方、正史の『日本書紀』における大連の初出は、第11代垂仁天皇時代の物部十千根である。これらの人物については実在説と非実在説の両方が出されている。
大連は、各大王の治世ごとに親任され、雄略天皇の時代に大伴室屋と物部目が揃って大連に任じられて以後は大臣とともに常設となったとされ、武烈天皇の治世に当たる6世紀前期には大伴金村と物部麁鹿火が大連に任命され、特に継体天皇擁立に功があった大伴金村が権勢を振るう時代が続いた。宣化天皇の時代に物部麁鹿火が死去すると、麁鹿火の同族（父の従兄弟とされる）の物部尾輿が欽明天皇によって大連に任じられる。ところが朝鮮半島の経営に失敗した大伴金村が物部尾輿の糾弾によって引退に追い込まれると、物部氏が単独の大連の地位を占めることになった。敏達天皇・用明天皇の治世に当たる6世紀後期には尾輿の子である物部守屋が大連に任命された。ところが、用明天皇の死後、仏教受容問題及び皇位継承問題で激しく対立した大臣蘇我馬子の追討軍によって守屋は攻め滅ぼされ、これを機に大連制は廃止されて、以後蘇我氏の大臣が宮廷の実権を掌握した。

## 異説
こうした通説に対して1980年代以降、黒田達也や倉本一宏から「ヤマト王権（大和朝廷）の職制として存在したのは大臣だけで、大連の職制は存在しなかった」「大臣は"オホオミ"ではなく氏族合議体の主宰・代表者である"オホマヘツキミ"であった」という説を唱えた。これに対して大連も"オホマヘツキミ"であったとみる篠川賢や加藤謙吉、大臣は"オホオミ"が正しいとする一方で大連は連の姓を持つ大臣に対して『日本書紀』の編纂者が付与した称号（大伴金村や物部守屋らは大臣に任命された連姓である）で大連という職制があった訳ではないとみる佐藤琢郎などの反論が出されている。

## 大連の一覧
日本書紀に記述のある大連
- 物部十千根
- 物部伊莒弗 - 物部十千根の曾孫
- 大伴室屋
- 物部目 - 物部伊莒弗の子
- 大伴金村 - 大伴室屋の子または孫
- 物部木蓮子 - 物部伊莒弗の孫（安閑天皇元年3月条の安閑天皇の妃に物部木蓮子大連の女宅媛とある）
- 物部麁鹿火 - 物部木蓮子の孫
- 物部尾輿 - 物部目の孫
- 物部贄子 - 物部尾輿の子
- 物部守屋 - 物部尾輿の子